# Kremlin Cup 2007
Der Kremlin Cup 2007 war ein Tennisturnier der WTA Tour 2007 für Damen und ein Tennisturnier der ATP Tour 2007 für Herren im Olimpijski in Moskau und fand zeitgleich vom 8. bis zum 14. Oktober 2007 statt.